# بفنزن
بفنزن (به آلمانی: Samtgemeinde Bevensen) یک منطقهٔ مسکونی در آلمان است که در اولتسن واقع شده‌است. بفنزن ۱۶٬۰۵۰ نفر جمعیت دارد.